# سام مصابيني

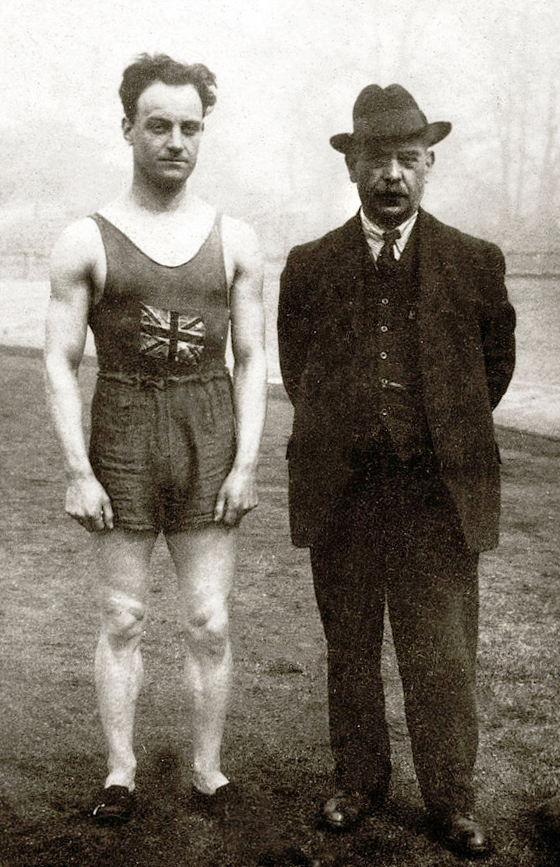
سام مصابيني بجانب الرياضي ويلي أبليجارث الفائز بميدالية ذهبية في أولمبياد 1912

سام مصابيني (Sam" Mussabini)  كان مدربًا إنجليزيًا لألعاب القوى اشتهر بعمله مع هارولد أبراهامز، في المجموع، قاد الرياضيين إلى أحد عشر ميدالية في خمس ألعاب أولمبية.

## سيرته
ولد مصابيني في بلاكهيث بلندن لأب سوري إيطالي و أم وفرنسية،    تلقى تعليمه في فرنسا، ثم تبع والده في الصحافة.  في تسعينيات القرن التاسع عشر كان أيضًا عداءًا محترفًا لمدة خمس سنوات تقريبًا. في عام 1894 قام بتدريب بيرت هاريس على أول بطولة احترافية لركوب الدراجات في نفس العام الذي عمل فيه كمدرب دراجات من قبل شركة دنلوب للإطارات الهوائية. 

## تدريب الرياضيين الأولمبيين
قام بتدريب العداء الجنوب أفريقي ريجي ووكر على الميدالية الذهبية في دورة الألعاب الأولمبية عام 1908 في لندن. قام بتدريب عدة من الفائزين بالميدالية الذهبية في دورة الألعاب الأولمبية لعام 1912 ، بما في ذلك ويلي آبلغارث .  تم تعيينه كمدرب متفرغ من قبل بوليتكنيك هاريرز من عام 1913 حتى وفاته بسبب مرض السكري في عام 1927  عن عمر يناهز 59 عامًا.
أتى مصابيني بمقاربة منهجية للتدريب، استخدم تقنيات إدوارد مويبريدج لتصوير أفعال العدائين وتقنياتهم في النهاية. 
درب مصابيني العداء ألبرت هيل في دورة الألعاب الأولمبية لعام 1920 في أنتويرب ، بلجيكا، وفاز حينها بميداليتين ذهبيتين في سباق 800 متر و 1500 متر، وقاد هارولد أبراهام بالفوز بميدالية الذهبية في سباق 100 متر وفضية في سباق 4 × 100 متر في دورة الألعاب الأولمبية عام 1924 في باريس ، فرنسا.

## الإرث والتكريم
تم تصوير نجاح مصابيني في دورة الألعاب الأولمبية لعام 1924 في فيلم عربات النار الذي لعب فيه إيان هولم دور مصابيني.
فاز متدربوه بميداليات أخرى في دورة الألعاب الأولمبية عام 1928 بعد وفاته.  
في عام 1998 ، تم إنشاء ميدالية مصابيني (Mussabini Medal ) للاحتفال بمساهمة مدربي المؤديين البريطانيين الذين حققوا نجاحًا باهرًا على المسرح العالمي. في عام 2011 ، تم إدخال سام مصابيني في قاعة مشاهير ألعاب القوى في إنجلترا . 

## اقتباسات
«فكر فقط في شيئين - البندقية والشريط. عندما تسمع أحدهما، أركض مثل الجحيم حتى تحطم الآخر».

## اقرأ أيضا
- السوريون في المملكة
- عرب بريطانيا

## روابط خارجية
- مضمار هيرن هيل هو المكان الوحيد المتبقي الذي لا يزال قيد الاستخدام منذ دورة الألعاب الأولمبية لعام 1948